# 苍社乡
苍社乡是中国陕西省汉中市宁强县下辖的一个乡。

## 行政区划
苍社乡下辖以下行政区：
苍社沟村、火峰垭村、杨家坝村、庙沟村、红石河村